# The Disciple (film 2020)
The Disciple è un film del 2020 scritto, diretto e montato da Chaitanya Tamhane.
È stato presentato in concorso alla 77ª Mostra internazionale d'arte cinematografica di Venezia.

## Trama
Il giovane Sharad Nerulkar lavora in un archivio di Mumbai, dove digitalizza le lezioni di Maadi, storica interprete di rāga che fu l'insegnante di suo padre. Così come quest'ultimo, Sharad ha infatti deciso di consacrare la propria esistenza all'eccellere nella musica classica indiana, nonostante una generale mancanza di talento, diventando allievo dello stimato e anziano musicista Guruji.

## Distribuzione
Il film è stato presentato in anteprima il 3 settembre 2020 in concorso alla 77ª Mostra internazionale d'arte cinematografica di Venezia.

## Riconoscimenti
- 2020 - Mostra internazionale d'arte cinematografica[1][3][4]
  - Premio Osella per la migliore sceneggiatura a Chaitanya Tamhane
  - Premio FIPRESCI (concorso)
  - In competizione per il Leone d'oro al miglior film
- 2021 - Independent Spirit Awards[5]
  - Candidatura per il miglior film straniero